# Леонова, Анна Николаевна
Анна Николаевна Леонова (4 января 1922, с. Романово, Лебедянский район, Рязанская губерния, РСФСР — 7 августа 2010, Рязань, Российская Федерация) — мастер Рязанского завода электронных приборов, Герой Социалистического Труда (1966).

## Биография
Трудовую деятельность начала с 13 лет.
В 1941 году пришла на Рязанский электроламповый завод (впоследствии — завод электронных приборов), проработала на предприятии более сорока лет, освоила профессию стеклодува, мастера по ремонту колб.
Являлась членом исполкома рязанского горсовета. Участвовала в работе XXIII съезда КПСС, XIV и XV съездов профсоюзов, являлась членом Всесоюзного центрального совета профессиональных союзов (ВЦСПС).

## Награды и звания
Указом Президиума Верховного Совета СССР от 29 июля 1966 года удостоена звания Героя Социалистического Труда.